# Olèrdola
Olèrdola är en kommun i Spanien.   Den ligger i provinsen Província de Barcelona och regionen Katalonien, i den östra delen av landet, 500 km öster om huvudstaden Madrid. Antalet invånare är 3 621. Arean är 30 kvadratkilometer. Olèrdola gränsar till Vilafranca del Penedès, Sant Cugat Sesgarrigues, Avinyonet del Penedès, Olivella, Canyelles, Castellet i la Gornal och Santa Margarida i els Monjos. 
Terrängen i Olèrdola är huvudsakligen platt, men söderut är den kuperad.